# Finalen av Copa América Centenario
Finalen av Copa América Centenario, var en fotbollsmatch som spelades 26 juni 2016 mellan Argentina och Chile för att utse en vinnare av Copa América Centenario.

## Vägen till finalen

### Argentina
| Nr | Lag       | S | V | O | F | GM | IM | MS | P |
| -- | --------- | - | - | - | - | -- | -- | -- | - |
| 1  | Argentina | 3 | 3 | 0 | 0 | 10 | 1  | +9 | 9 |
| 2  | Chile     | 3 | 2 | 0 | 1 | 7  | 5  | +2 | 6 |
| 3  | Panama    | 3 | 1 | 0 | 2 | 4  | 10 | −6 | 3 |
| 4  | Bolivia   | 3 | 0 | 0 | 3 | 2  | 7  | −5 | 0 |

Gruppspel
|             | 6 juni 2016 | Argentina                          | 2 – 1   | Chile                       | Levi's Stadium                                                |                                                               |
| 19:00 UTC−7 | 19:00 UTC−7 | Ángel Di María 51′ Éver Banega 59′ | (0 – 0) | José Pedro Fuenzalida 90+3′ | Santa Clara Publik: 69 451 Domare: Daniel Fedorczuk (Uruguay) | Santa Clara Publik: 69 451 Domare: Daniel Fedorczuk (Uruguay) |
| 19:00 UTC−7 | 19:00 UTC−7 |                                    |         |                             | Santa Clara Publik: 69 451 Domare: Daniel Fedorczuk (Uruguay) | Santa Clara Publik: 69 451 Domare: Daniel Fedorczuk (Uruguay) |
| 19:00 UTC−7 | 19:00 UTC−7 |                                    |         |                             | Santa Clara Publik: 69 451 Domare: Daniel Fedorczuk (Uruguay) | Santa Clara Publik: 69 451 Domare: Daniel Fedorczuk (Uruguay) |

|             | 10 juni 2016 | Argentina                                                        | 5 – 0   | Panama | Soldier Field                                             |                                                           |
| 20:30 UTC−5 | 20:30 UTC−5  | Nicolás Otamendi 7′ Lionel Messi 68′, 78′, 87′ Sergio Agüero 90′ | (1 – 0) |        | Chicago Publik: 53 885 Domare: Joel Aguilar (El Salvador) | Chicago Publik: 53 885 Domare: Joel Aguilar (El Salvador) |
| 20:30 UTC−5 | 20:30 UTC−5  |                                                                  |         |        | Chicago Publik: 53 885 Domare: Joel Aguilar (El Salvador) | Chicago Publik: 53 885 Domare: Joel Aguilar (El Salvador) |
| 20:30 UTC−5 | 20:30 UTC−5  |                                                                  |         |        | Chicago Publik: 53 885 Domare: Joel Aguilar (El Salvador) | Chicago Publik: 53 885 Domare: Joel Aguilar (El Salvador) |

|             | 14 juni 2016 | Argentina                                              | 3 – 0   | Bolivia | CenturyLink Field                                     |                                                       |
| 19:00 UTC−7 | 19:00 UTC−7  | Erik Lamela 13′ Ezequiel Lavezzi 15′ Víctor Cuesta 32′ | (3 – 0) |         | Seattle Publik: 45 753 Domare: Víctor Carrillo (Peru) | Seattle Publik: 45 753 Domare: Víctor Carrillo (Peru) |
| 19:00 UTC−7 | 19:00 UTC−7  |                                                        |         |         | Seattle Publik: 45 753 Domare: Víctor Carrillo (Peru) | Seattle Publik: 45 753 Domare: Víctor Carrillo (Peru) |
| 19:00 UTC−7 | 19:00 UTC−7  |                                                        |         |         | Seattle Publik: 45 753 Domare: Víctor Carrillo (Peru) | Seattle Publik: 45 753 Domare: Víctor Carrillo (Peru) |

Kvartsfinal
|             | 18 juni 2016 | Argentina                                                | 4 – 1   | Venezuela          | Gillette Stadium                                                 |                                                                  |
| 19:00 UTC−4 | 19:00 UTC−4  | Gonzalo Higuaín 8′, 28′ Lionel Messi 60′ Érik Lamela 71′ | (2 – 0) | Salomón Rondón 70′ | Foxborough Publik: 59 183 Domare: Roberto García Orozco (Mexiko) | Foxborough Publik: 59 183 Domare: Roberto García Orozco (Mexiko) |
| 19:00 UTC−4 | 19:00 UTC−4  |                                                          |         |                    | Foxborough Publik: 59 183 Domare: Roberto García Orozco (Mexiko) | Foxborough Publik: 59 183 Domare: Roberto García Orozco (Mexiko) |
| 19:00 UTC−4 | 19:00 UTC−4  |                                                          |         |                    | Foxborough Publik: 59 183 Domare: Roberto García Orozco (Mexiko) | Foxborough Publik: 59 183 Domare: Roberto García Orozco (Mexiko) |

Semifinal
|             | 21 juni 2016 | USA | 0 – 4   | Argentina                                                     | NRG Stadium                                               |                                                           |
| 20:00 UTC−5 | 20:00 UTC−5  |     | (0 – 2) | Ezequiel Lavezzi 3′ Lionel Messi 32′ Gonzalo Higuaín 50′, 86′ | Houston Publik: 70 858 Domare: Enrique Cáceres (Paraguay) | Houston Publik: 70 858 Domare: Enrique Cáceres (Paraguay) |
| 20:00 UTC−5 | 20:00 UTC−5  |     |         |                                                               | Houston Publik: 70 858 Domare: Enrique Cáceres (Paraguay) | Houston Publik: 70 858 Domare: Enrique Cáceres (Paraguay) |
| 20:00 UTC−5 | 20:00 UTC−5  |     |         |                                                               | Houston Publik: 70 858 Domare: Enrique Cáceres (Paraguay) | Houston Publik: 70 858 Domare: Enrique Cáceres (Paraguay) |

### Chile
| Nr | Lag       | S | V | O | F | GM | IM | MS | P |
| -- | --------- | - | - | - | - | -- | -- | -- | - |
| 1  | Argentina | 3 | 3 | 0 | 0 | 10 | 1  | +9 | 9 |
| 2  | Chile     | 3 | 2 | 0 | 1 | 7  | 5  | +2 | 6 |
| 3  | Panama    | 3 | 1 | 0 | 2 | 4  | 10 | −6 | 3 |
| 4  | Bolivia   | 3 | 0 | 0 | 3 | 2  | 7  | −5 | 0 |

Gruppspel
|             | 6 juni 2016 | Argentina                          | 2 – 1   | Chile                       | Levi's Stadium                                                |                                                               |
| 19:00 UTC−7 | 19:00 UTC−7 | Ángel Di María 51′ Éver Banega 59′ | (0 – 0) | José Pedro Fuenzalida 90+3′ | Santa Clara Publik: 69 451 Domare: Daniel Fedorczuk (Uruguay) | Santa Clara Publik: 69 451 Domare: Daniel Fedorczuk (Uruguay) |
| 19:00 UTC−7 | 19:00 UTC−7 |                                    |         |                             | Santa Clara Publik: 69 451 Domare: Daniel Fedorczuk (Uruguay) | Santa Clara Publik: 69 451 Domare: Daniel Fedorczuk (Uruguay) |
| 19:00 UTC−7 | 19:00 UTC−7 |                                    |         |                             | Santa Clara Publik: 69 451 Domare: Daniel Fedorczuk (Uruguay) | Santa Clara Publik: 69 451 Domare: Daniel Fedorczuk (Uruguay) |

|             | 10 juni 2016 | Chile                           | 2 – 1   | Bolivia             | Gillette Stadium                                     |                                                      |
| 19:00 UTC−4 | 19:00 UTC−4  | Arturo Vidal 46′, 90+10′ (str.) | (0 – 0) | Jhasmani Campos 61′ | Foxborough Publik: 19 392 Domare: Jair Marrufo (USA) | Foxborough Publik: 19 392 Domare: Jair Marrufo (USA) |
| 19:00 UTC−4 | 19:00 UTC−4  |                                 |         |                     | Foxborough Publik: 19 392 Domare: Jair Marrufo (USA) | Foxborough Publik: 19 392 Domare: Jair Marrufo (USA) |
| 19:00 UTC−4 | 19:00 UTC−4  |                                 |         |                     | Foxborough Publik: 19 392 Domare: Jair Marrufo (USA) | Foxborough Publik: 19 392 Domare: Jair Marrufo (USA) |

|             | 14 juni 2016 | Chile                                           | 4 – 2   | Panama                              | Lincoln Financial Field                                      |                                                              |
| 20:00 UTC−4 | 20:00 UTC−4  | Eduardo Vargas 15′, 43′ Alexis Sánchez 50′, 89′ | (2 – 1) | Miguel Camargo 5′ Abdiel Arroyo 75′ | Philadelphia Publik: 27 260 Domare: Roddy Zambrano (Ecuador) | Philadelphia Publik: 27 260 Domare: Roddy Zambrano (Ecuador) |
| 20:00 UTC−4 | 20:00 UTC−4  |                                                 |         |                                     | Philadelphia Publik: 27 260 Domare: Roddy Zambrano (Ecuador) | Philadelphia Publik: 27 260 Domare: Roddy Zambrano (Ecuador) |
| 20:00 UTC−4 | 20:00 UTC−4  |                                                 |         |                                     | Philadelphia Publik: 27 260 Domare: Roddy Zambrano (Ecuador) | Philadelphia Publik: 27 260 Domare: Roddy Zambrano (Ecuador) |

Kvartsfinal
|             | 18 juni 2016 | Mexiko | 0 – 7   | Chile                                                                    | Levi's Stadium                                             |                                                            |
| 19:00 UTC−7 | 19:00 UTC−7  |        | (0 – 2) | Edson Puch 16′, 88′ Eduardo Vargas 44′, 52′, 57′, 74′ Alexis Sánchez 49′ | Santa Clara Publik: 70 547 Domare: Héber Lopes (Brasilien) | Santa Clara Publik: 70 547 Domare: Héber Lopes (Brasilien) |
| 19:00 UTC−7 | 19:00 UTC−7  |        |         |                                                                          | Santa Clara Publik: 70 547 Domare: Héber Lopes (Brasilien) | Santa Clara Publik: 70 547 Domare: Héber Lopes (Brasilien) |
| 19:00 UTC−7 | 19:00 UTC−7  |        |         |                                                                          | Santa Clara Publik: 70 547 Domare: Héber Lopes (Brasilien) | Santa Clara Publik: 70 547 Domare: Héber Lopes (Brasilien) |

Semifinal
|             | 22 juni 2016 | Colombia | 0 – 2   | Chile                                         | Soldier Field                                             |                                                           |
| 19:00 UTC−5 | 19:00 UTC−5  |          | (0 – 2) | Charles Aránguiz 7′ José Pedro Fuenzalida 11′ | Chicago Publik: 55 423 Domare: Joel Aguilar (El Salvador) | Chicago Publik: 55 423 Domare: Joel Aguilar (El Salvador) |
| 19:00 UTC−5 | 19:00 UTC−5  |          |         |                                               | Chicago Publik: 55 423 Domare: Joel Aguilar (El Salvador) | Chicago Publik: 55 423 Domare: Joel Aguilar (El Salvador) |
| 19:00 UTC−5 | 19:00 UTC−5  |          |         |                                               | Chicago Publik: 55 423 Domare: Joel Aguilar (El Salvador) | Chicago Publik: 55 423 Domare: Joel Aguilar (El Salvador) |

## Finalen
|  | 26 juni 2016 20:00 UTC−4 | MetLife Stadium000 East Rutherford000 |

| Argentina | Argentina                      | 0 – 0                    | Chile                                    | Chile |
| Argentina | (0 – 0) Rapport                |                          |                                          | Chile |
| Argentina | Messi Mascherano Agüero Biglia | Straffsparksläggning 2-4 | Vidal Castillo Aránguiz Beausejour Silva | Chile |

| Startelva:      |    |                    |                                   |      |
|                 |    |                    |                                   |      |
| MV              | 1  | Sergio Romero      |                                   |      |
| HB              | 4  | Gabriel Mercado    |                                   |      |
| MB              | 17 | Nicolás Otamendi   |                                   |      |
| MB              | 13 | Ramiro Funes Mori  |                                   |      |
| VB              | 16 | Marcos Rojo        | Gult kort · Gult kort · Rött kort |      |
| CM              | 6  | Lucas Biglia       |                                   |      |
| CM              | 14 | Javier Mascherano  | 37'                               |      |
| CM              | 19 | Éver Banega        |                                   | 111′ |
| HA              | 10 | Lionel Messi       | 40'                               |      |
| CA              | 9  | Gonzalo Higuaín    |                                   | 70′  |
| VA              | 7  | Ángel Di María     |                                   | 57′  |
| Inhoppare:      |    |                    |                                   |      |
| MF              | 5  | Matías Kranevitter | 94'                               | 57′  |
| A               | 11 | Sergio Agüero      |                                   | 70′  |
| MF              | 18 | Érik Lamela        |                                   | 111′ |
|                 |    |                    |                                   |      |
|                 |    |                    |                                   |      |
|                 |    |                    |                                   |      |
|                 |    |                    |                                   |      |
|                 |    |                    |                                   |      |
|                 |    |                    |                                   |      |
|                 |    |                    |                                   |      |
|                 |    |                    |                                   |      |
|                 |    |                    |                                   |      |
|                 |    |                    |                                   |      |
| Tränare:        |    |                    |                                   |      |
| Gerardo Martino |    |                    |                                   |      |

| Startelva:         |    |                       |          |      |
|                    |    |                       |          |      |
| MV                 | 1  | Claudio Bravo         |          |      |
| HB                 | 4  | Mauricio Isla         |          |      |
| MB                 | 17 | Gary Medel            |          |      |
| MB                 | 18 | Gonzalo Jara          |          |      |
| VB                 | 15 | Jean Beausejour       | 52'      |      |
| CM                 | 8  | Arturo Vidal          | 37'      |      |
| CM                 | 21 | Marcelo Díaz          | 16', 28' |      |
| CM                 | 20 | Charles Aránguiz      | 69'      |      |
| HA                 | 6  | José Pedro Fuenzalida |          | 80′  |
| VA                 | 7  | Alexis Sánchez        |          | 104′ |
| CA                 | 11 | Eduardo Vargas        |          | 109′ |
| Inhoppare:         |    |                       |          |      |
| A                  | 22 | Edson Puch            |          | 80′  |
| MF                 | 5  | Francisco Silva       |          | 104′ |
| A                  | 16 | Nicolás Castillo      |          | 109′ |
|                    |    |                       |          |      |
|                    |    |                       |          |      |
|                    |    |                       |          |      |
|                    |    |                       |          |      |
|                    |    |                       |          |      |
|                    |    |                       |          |      |
|                    |    |                       |          |      |
|                    |    |                       |          |      |
|                    |    |                       |          |      |
|                    |    |                       |          |      |
| Tränare:           |    |                       |          |      |
| Juan Antonio Pizzi |    |                       |          |      |

| Domare: Héber Lopes (Brasilien) | Publik: 82 026 |  |

## Statistik
| Statistik    | Argentina | Chile |
| ------------ | --------- | ----- |
| Antal skott  | 18        | 4     |
| Skott på mål | 3         | 2     |
| Bollinnehav  | 46%       | 54%   |
| Hörnor       | 9         | 4     |
| Frisparkar   | 22        | 14    |
| Gula kort    | 3         | 3     |
| Röda kort    | 1         | 1     |

Källa: ESPN